# Marlene Willoughby
Marlene Willoughby (Detroit, Míchigan; 17 de mayo de 1948) es una actriz pornográfica estadounidense retirada.

## Biografía
Nació en Detroit (Míchigan) en el seno de una familia católica de ascendencia italiana y polaca. Siguió los pasos de su hermana mayor, Jacqueline Carol, y comenzó una carrera en el mundo del espectáculo. Estudió interpretación en la Academia de Artes Teatrales de Nueva York. En 1969 apareció en la polémica obra de Off-Off-Broadway Che!, dirigida por Lennox Raphael. Realizó otras obras como Dracula Sabbat, Fuck Mother o Keepers of the Hippo Hor.
Comenzó realizando cine convencional, apareciendo en películas como No Place to Hide (1970), Up the Sandbox (1972), I, the Jury (1982), Trading Places (1983) o Married to the Mob (1988), así como en diversos trabajos realizando porno suave (softcore porn) en Voices of Desire (1972) y While the Cat's Away.
Su carrera como actriz pornográfica comenzó en 1972, a los 24 años de edad. Tuvo apariciones notables en películas de la Edad de Oro del porno, como The Opening of Misty Beethoven, The Farmer's Daughters, Outlaw Ladies o Foxtrot.
Como actriz trabajó para productoras como Avon Video, Video Home Library, Air Video, VCA Pictures, Command Video, Pipeline, Metro, Arrow Productions, Hustler, Astro, Odyssey, Caballero o Gourmet/GVC, entre otras.
También apareció en muchas revistas para adultos, especialmente en Penthouse, y escribió columnas para las revistas High Society y Velvet. También organizó fiestas para celebrar el lanzamiento de películas pornográficas y trabajó como bailarina de burlesque, realizando una gira por Estados Unidos. Durante su carrera como actriz X, Willoughby era conocida como una activista que hablaba a favor de la industria pornográfica.
Se retiró en 1993, habiendo aparecido como actriz en algo más de 160 películas.
Otros trabajos suyos fueron Auto-Erotic Practices, Beach House, Dracula Exotica, Fiona on Fire, Girl Like That, Hot Dreams, Inside Jennifer Welles, More than Sisters, Pandora's Mirror, Sunny, Temptations o Woman's Torment.